# مثبر الأعلى (حبيل جبر)

تعديل مصدري - تعديل

مثبر الأعلى هي إحدى قرى عزلة حبيل جبر بمديرية حبيل جبر التابعة لمحافظة لحج، بلغ تعداد سكانها 167 نسمة حسب تعداد اليمن لعام 2004.